# Wai-O-Tapu

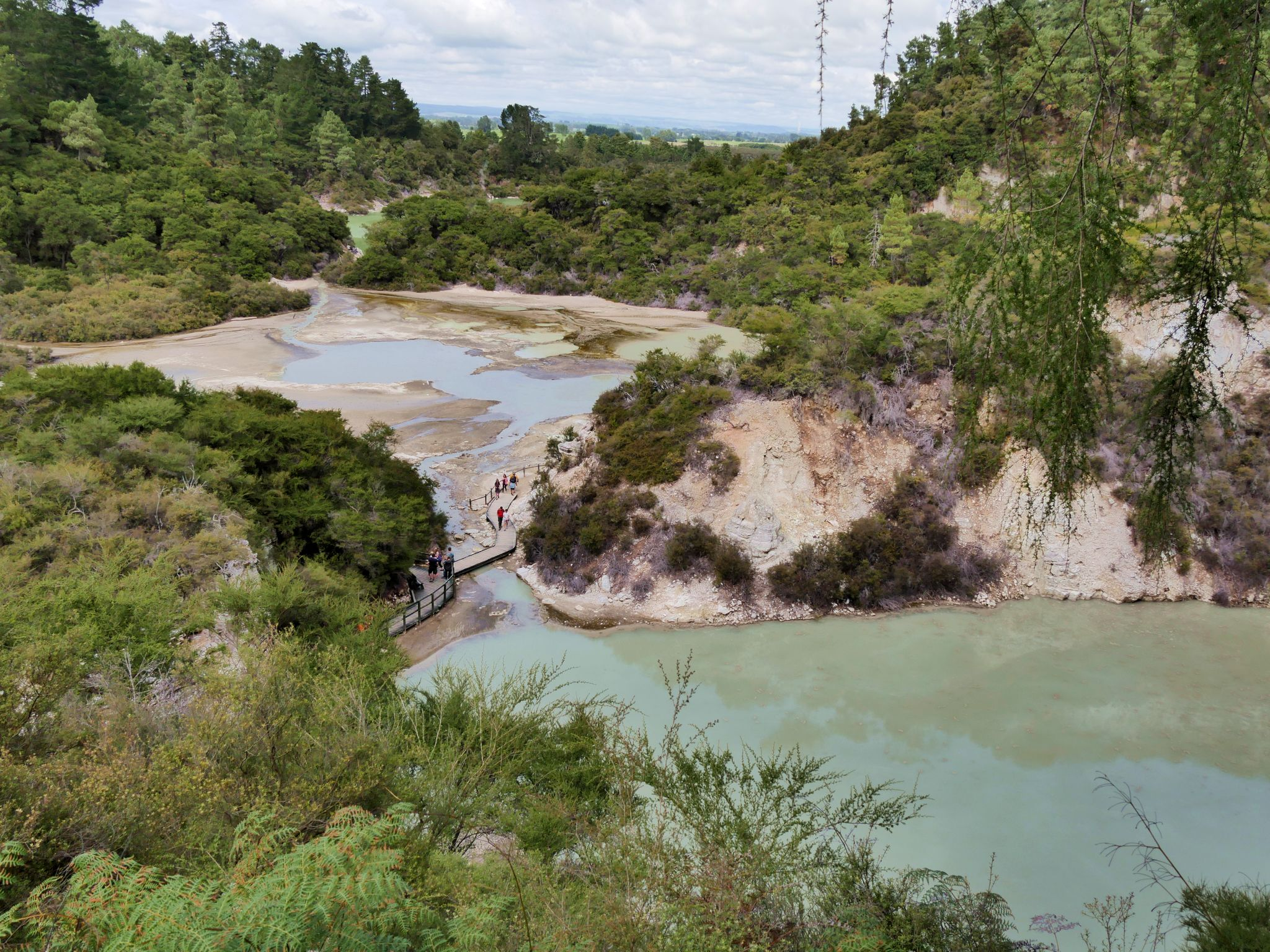
Im Vordergrund ein mit saurem Wasser gefüllter Kratersee eines 700 Jahre alten Vulkans. Frying Pan Flat in der Mitte, ein Krater mit instabilem Untergrund, dahinter ein Teil des grünen Kratersees Lake Ngakoro.

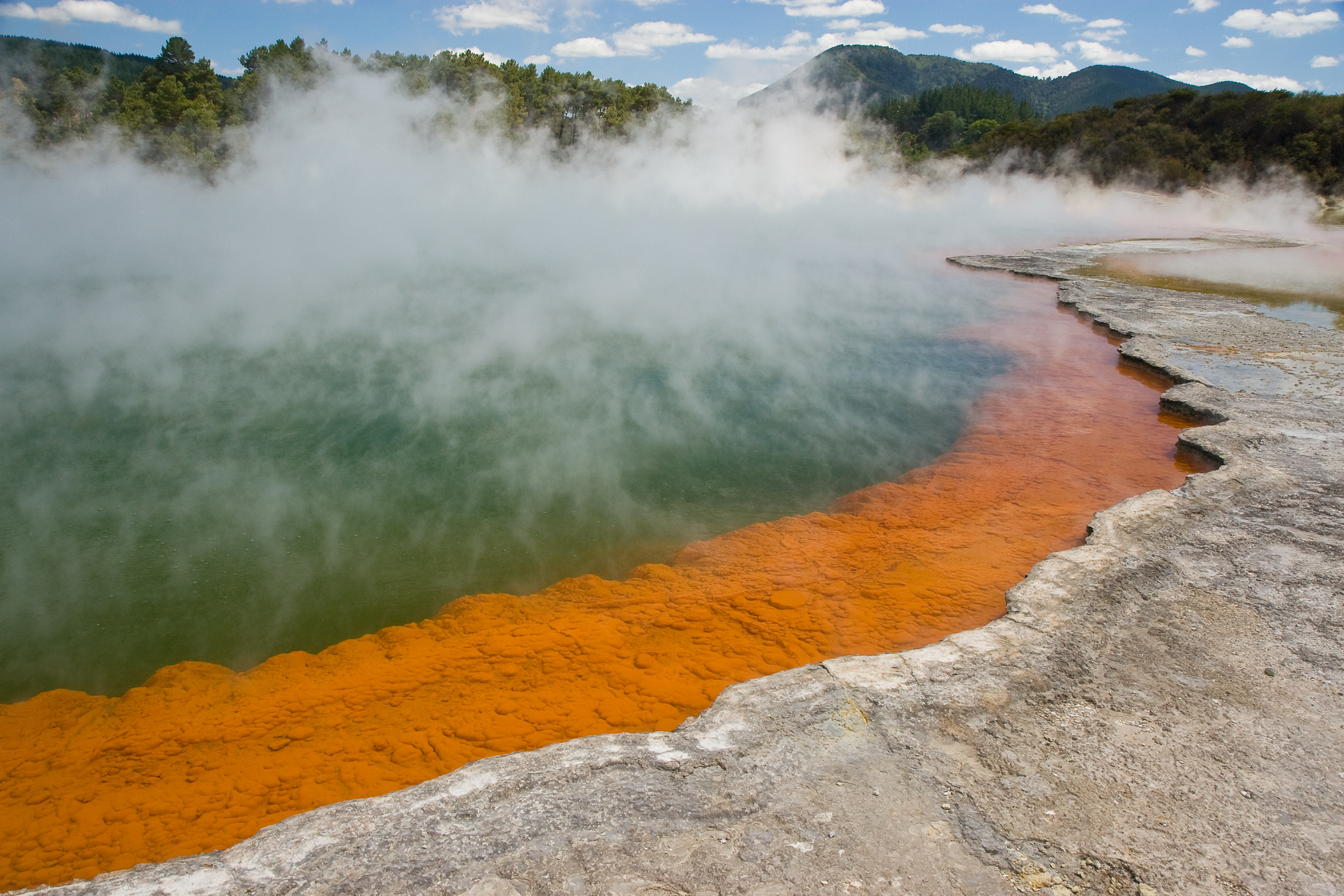
Der Champagne Pool, der 65 m im Durchmesser große Teich mit dem höchsten Attraktionswert.

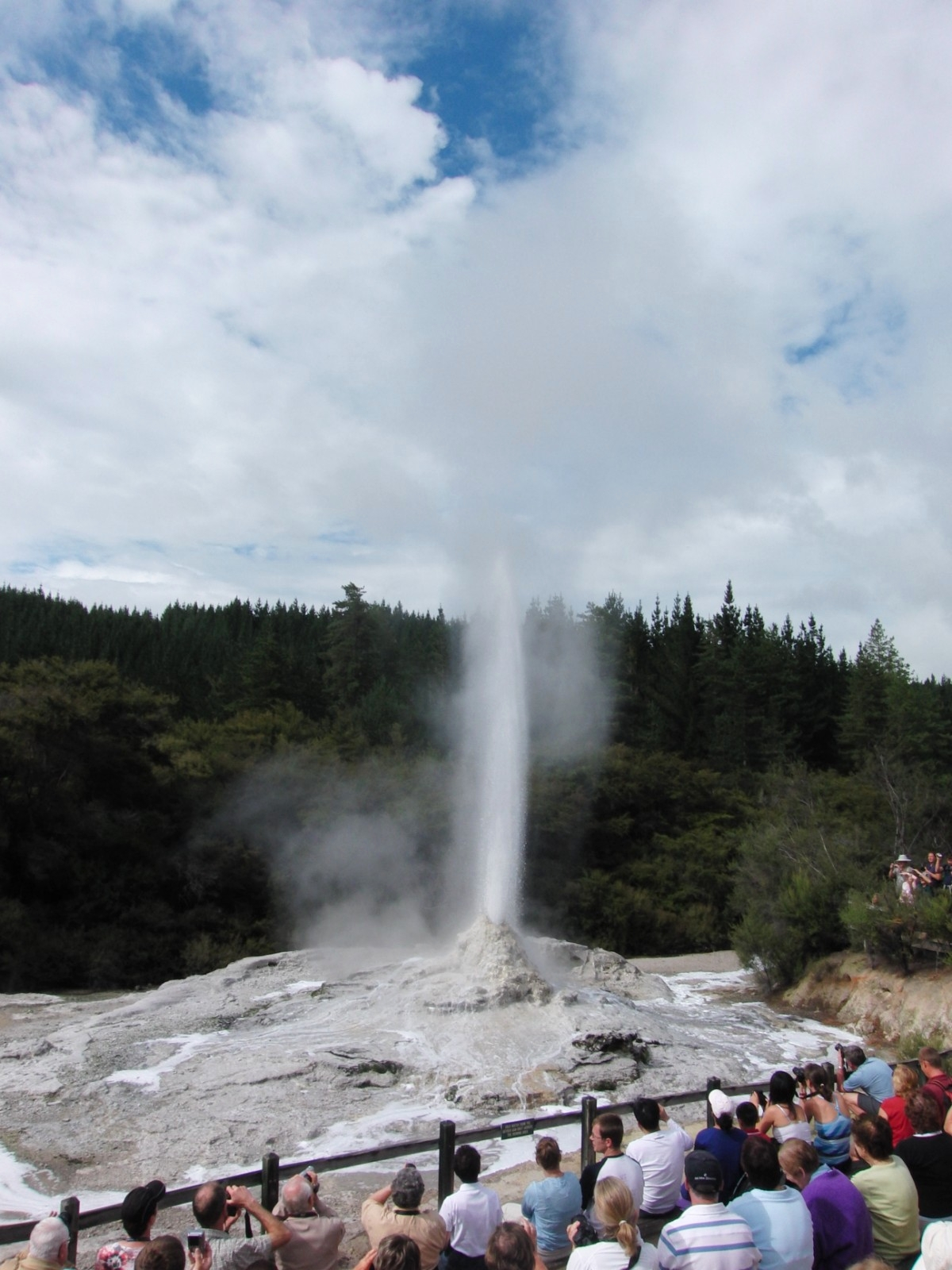
Gesteuerte Aktivität des Lady Knox Geysers

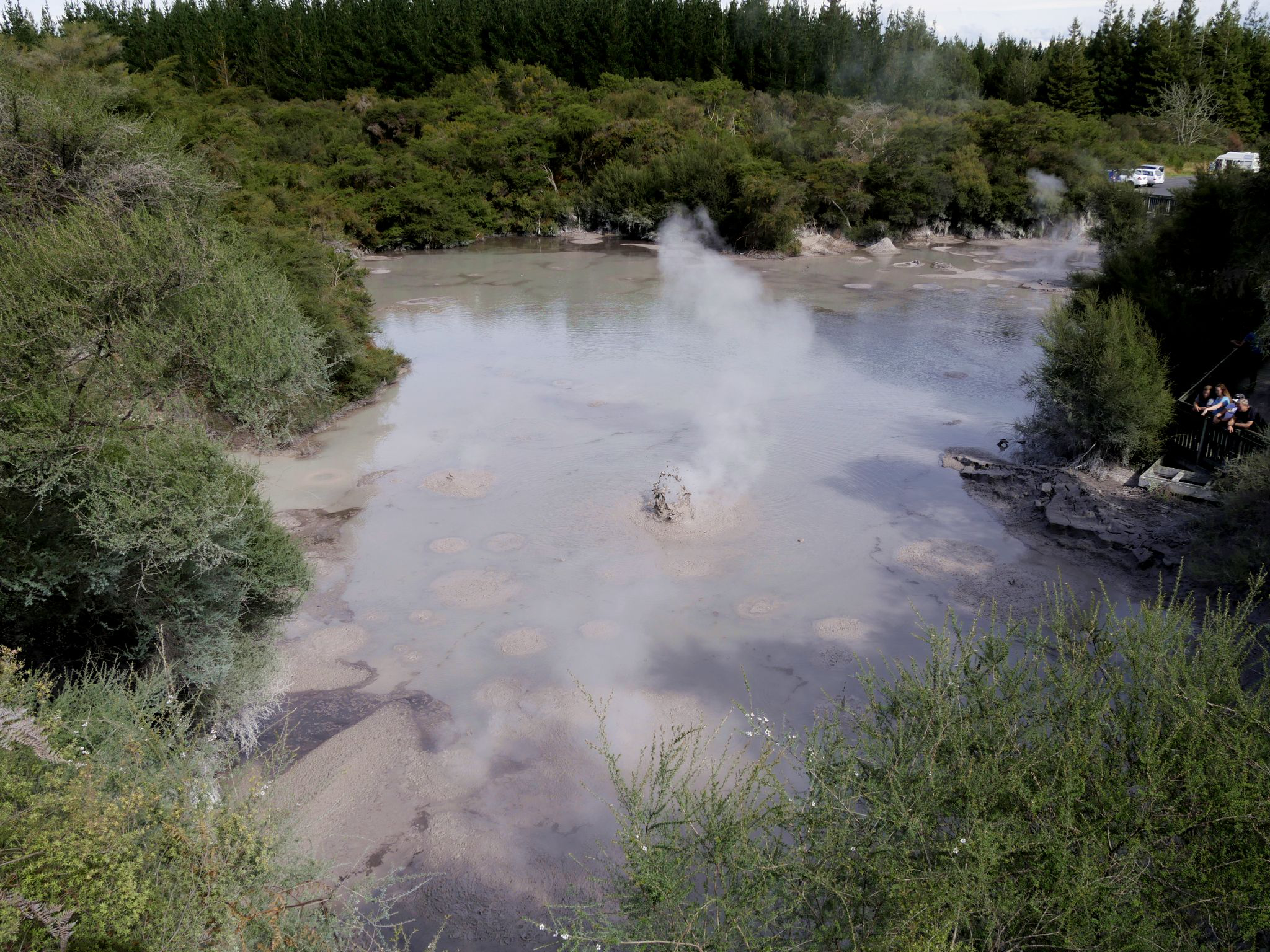
Schlammvulkan im Wai-O-Tapu-Geothermalgebiet

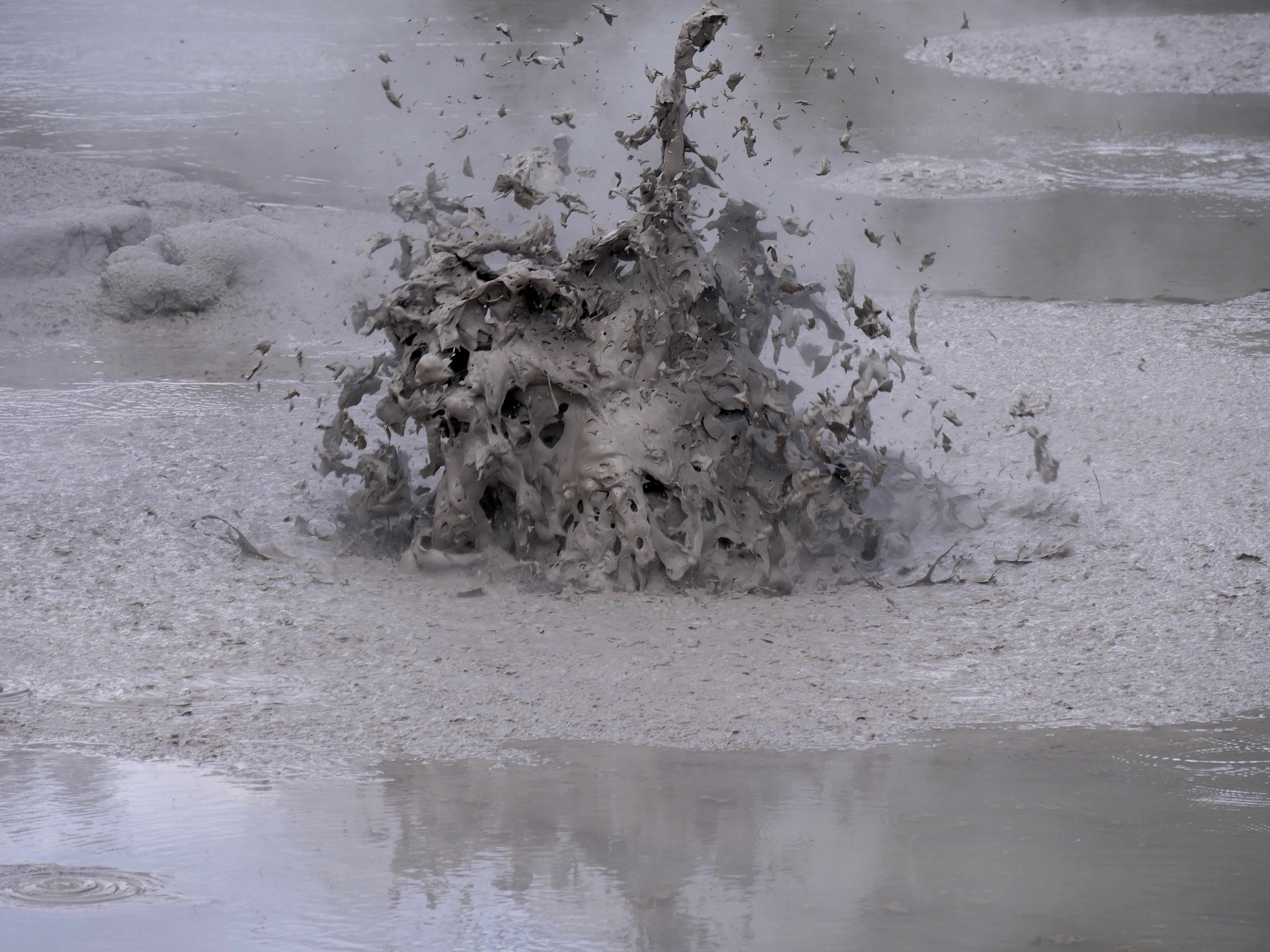
Im Schlamm des Schlammvulkans zerplatzende Gasblase

Wai-O-Tapu, vielfach auch zusammenhängend Waiotapu geschrieben, ist ein 18 km² großes Geothermalgebiet in der Region Waikato auf der Nordinsel von Neuseeland. In ihm befinden sich kollabierte Krater, Fumarole, heiße Quellen, durch Minerale gefärbte heiße und kalte Teiche und Tümpel sowie Schlammteiche, aus denen Gase vulkanischen Ursprungs aufsteigen und an der Oberfläche als Schlammblase zerplatzen. Das Geothermalgebiet zählt zu den größten Neuseelands.

## Namensherkunft
Die Bezeichnung Wai-O-Tapu entstammt der maorischen Sprache und bedeutet „heiliges Wasser“, wobei „Wai“ für „Wasser“ steht und „Tapu“ für „heilig“ oder „verboten“.
Das Gebiet, das von dem Māori-Iwi Ngāti Tahu Ngāti Whaoa beansprucht wird, ist von den lokalen Stämmen nach dem Waiotapu Stream benannt worden, einem kleinen Fluss, der durch das Gebiet fließt und später in den Waikato River mündet.

## Geographie
Das Geothermalgebiet von Wai-O-Tapu befindet sich rund 20 km südsüdöstlich von Rotorua und gut 40 km nordöstlich von Taupō, zwischen dem nördlichen Ende des Reporoa-Flachlandes und den beiden Vulkanen Moungaongaonga mit einer Höhe von 825 m und Moungakakaramea, der auch unter dem Namen Rainbow Mountain bekannt ist und eine Höhe von 743 m aufweist (36° 19′ S, 176° 23′ O, 38° 23′ S, 176° 22′ O). Durch das Geothermalfeld, das 18 km² groß ist und zur Taupō Volcanic Zone gehört, führt der New Zealand State Highway 5, der nach Süden hin das Gebiet westlich streift.

## Geologie
Das Wai-O-Tapu, dessen Grundlage durch vulkanische Aktivitäten gebildet wurde, die vor 160.000 Jahren stattgefunden haben, entstand in seiner heutigen Form durch Eruptionen erst vor rund 900 Jahren. Es bildete sich in einer Verwerfungszone zwischen der Kaingaroa Fault, die knapp zwei Kilometer östlich verläuft und der Paeroa Fault, die sich westlich befindet. Unterhalb des Gebietes, in dem sich die geothermalen Aktivitäten sichtbar häufen, verläuft die Ngapouri Fault in SW-NO-Richtung. Sie stellt ein Zweig einer früheren Verwerfung dar, die durch die Paeroa Fault getriggert wurde.
Das in heißen Quellen an die Erdoberfläche transportierte Wasser wird in den Schichten, in denen Magma früherer Eruptionen vorhanden ist, auf bis zu 300 °C erhitzt und kühlt sich auf dem Weg nach oben auf zwischen 70 °C und 100 °C ab. In den Fällen, wo Minerale in hoher Konzentration ausgetragen werden, verfärbt sich das Wasser abhängig von den Mineralien in unterschiedliche Farben, wobei gelbe Ausfällungen für Schwefel, orangefarbene für Antimon, weiße für Siliciumdioxid, grüne für Schwefel und Eisen(II)-sulfat, purpurne für Manganoxid, rote und braune für Eisenoxid und Eisenoxidhydroxid sowie schwarze für Schwefel und Kohlenstoff stehen. Der bei den Ausgasungen entstehende penetrante Geruch nach „faulen Eiern“ ist dem Schwefelwasserstoff geschuldet, der sich in den Tiefen bildet und durch Erdspalte sowie durch aufsteigendes Wasser nach oben an die Erdoberfläche drängt.

## Touristische Attraktion

### Wai-O-Tapu Thermal Wonderland
Die Anlage des Wai-O-Tapu Thermal Wonderland umschließt ein vom Department of Conservation konzessioniertes Gebiet mit einer Größe von 40 Hektar, ist das aktivste Gebiet des Geothermalfeldes von Wai-O-Tapu und umfasst 25 geothermale Sehenswürdigkeiten. Der Betrieb des Besucherzentrums und der Anlage wurde 2012 von der Te Arawa Group Holdings übernommen und wird seitdem von dem Unternehmen betrieben.

### Lady Knox Geyser
Ein Kilometer Luftlinie nordöstlich des Besucherzentrums des Wai-O-Tapu Thermal Wonderland befindet sich in einem nicht frei zugänglichen Gebiet der Lady Knox Geyser, ein aus einer heißen Quelle künstlich angelegter Geysir. Jeden Tag um 10:15 Uhr wird der Geysir für zahlende Touristen mittels einer Zugabe von Seife aktiviert.

### Schlammvulkan
Knapp zwei Kilometer nördlich des Besucherzentrums befindet sich der erodierte Schlammvulkan in einem vom Department of Conservation geschützten Gebiet. Einer Quelle aus dem Jahr 1902 zufolge soll der Vulkan seinerzeit noch eine Höhe von 10 bis 12 Fuß besessen haben, was einer Höhe von rund drei bis vier Metern entspricht. Andere Quellen gehen von bis zu 20 Fuß aus, was einer Höhe von rund sieben Metern entsprechen würde. Auch soll der Vulkan 1925 in dieser Form noch bestanden haben (siehe Foto in der Quellenangabe). Doch die Erosion über die Jahre hinweg hat dazu geführt, dass der Vulkan heute nur noch aus einem Schlammkrater besteht, aus dem ständig kleine und größere Gasblasen entweichen und mit deutlichen Geräuschen an der Schlammoberfläche zerplatzen (siehe Foto in diesem Artikel).